# 李固言
李固言（782年—860年），字仲樞，趙郡（今河北趙縣）人，出自赵郡李氏南祖，唐朝官员。
生於唐德宗建中二年（782年），元和六年（811年）首次科舉未中，在洛陽時有算命師告之：“紗籠中人，不用相問。”元和七年（812年）壬辰科狀元。太和初年，累官至户部郎中、知台杂。太和四年，李宗闵为宰相，任命他为给事中。六年，李固言迁工部侍郎，七年四月，转为尚书左丞（或作尚书右丞），奉诏定左右仆射上事仪注。
太和八年，李德裕辅政，李固言贬为华州刺史。不久李宗闵复用，召为吏部侍郎。第二年五月，进御史大夫。六月，李宗闵获罪，李训选李固言为门下侍郎、平章事（或作同中书门下平章事），不久加崇文馆大学士。李训实际上厌恶李固言与李宗闵为朋党。九月，以兵部尚书出为兴元节度使（即山南西道节度使）。甘露之变后，唐文宗复召为平章事，仍判户部事。
开成二年（837年），寻进阶金紫光禄大夫，判户部事。其年十月，以门下侍郎、平章事出为成都尹、剑南西川节度使，代杨嗣复。唐文宗下令李固言复官门下侍郎。上表辞去门下侍郎，乃检校尚书左仆射。
840年，唐武宗登基，授尚书右仆射，当时崔珙、陈夷行以仆射的官职为宰相。所以李固言改检校司空兼太子少师，领河中节度使。以旧疾复发为少师，迁东都留守。武宗一朝，又任兵部、户部尚书。唐宣宗初年，还任尚书右仆射。累授检校司徒、东都留守、东畿汝都防御使。后以太子太傅官职分司东都。卒於唐懿宗大中十四年（860年），年七十八，追赠太尉。
二子：李懽，太子家令司主簿、河南功曹參軍，娶崔郧女；李悦

## 延伸阅读
[在维基数据编辑]
 《舊唐書/卷173》，出自刘昫《舊唐書》
 《新唐書·卷182》，出自《新唐書》